# Mateo Martel García
Mateo Martel García  (Osorno, 16 de julio de 1856 - Santiago, 7 de diciembre de 1933), fue un abogado y político liberal chileno. Hijo de Jorge Martel Pereira y Laura García Carrión. Contrajo matrimonio con Simona Guerra de la Guarda.
Realizó sus estudios en el Colegio de Osorno y en la Universidad de Chile, donde juró como abogado (1881) y donde inició su participación política como miembro del Partido Liberal. 
Elegido Alcalde de La Unión (1883-1885) y Diputado por Temuco y Imperial (1891-1894). Formó parte de la comisión permanente de Constitución, Legislación y Justicia.